# Australian Securities Exchange
Bolsa de Valores da Austrália, ou Bolsa de Valores de Sydney, ou ainda em inglês, Australian Securities Exchange (ASX) é uma bolsa de valores localizada em Sydney, na Austrália. É a maior bolsa de valores da Oceania.